# Monte Keen Pishny-Floyd
Monte Keene Pishny-Floyd (Oklahoma City, 4 november 1941) is een Amerikaans-Canadees componist, muziekpedagoog, pianist en trombonist.

## Levensloop
Pishny-Floyd studeerde aan de Universiteit van Oklahoma in Oklahoma City en behaalde aldaar in 1964 zijn Bachelor of Music en in 1965 zijn Master of Music. Vervolgens voltooide hij zijn studies aan de Eastman School of Music in Rochester (New York) in compositie bij Bernard Rogers en David Diamond en piano bij Eugene List en promoveerde tot Ph.D. (Philosophiæ Doctor) in 1972. 
Hij doceerde aan het St. Mary's College in South Bend (Indiana) van 1968 tot 1971. In 1971 werd hij professor voor compositie, muziektheorie, muziek-literatuur en piano aan de Universiteit van Saskatchewan in Saskatoon. 
Als componist is zij zeer productief, omdat zijn oeuvre meer dan 600 werken omvat van theatermuziek tot solo werken. Van 2006 tot 2012 was hij huiscomponist van het Fort Bent Symphony Orchestra (Texas), dat onder leiding staat van John Ricarte. 

## Composities

### Werken voor orkest
- 1955 rev.1990 Sonorities for Sixty Seasons, voor orkest
- 1963 Fantasy and Fugue, voor orkest
- 1966 Theme and variations, voor orkest
- 1967 Music for a drama, voor orkest
- 1970 Suite, voor klein orkest
  1. Allegro
  2. Adagio
  3. Burletta
  4. Fugue
- 1972 Concerto, voor twee piano's en orkest (thesis voor zijn Ph.D.)
- 1982 Variations on themes of Stravinsky, voor orkest
  1. Introduction
  2. Interlude I: Fanfare on five
  3. Theme: No. 6, lento, from "Les cinq doigts" by Igor Stravinski
  4. Interlude II and Variation I: Dumka
  5. Interlude III
  6. Fugato on five
  7. Variation II
  8. Variation III
  9. Variation IV
  10. Variation V
  11. Variation VI
- 1996 Concerto, voor saxofoon en strijkorkest
- 1997 Trail of tears, voor orkest 
  1. Canonic fantasy
  2. Variations
- 1999 Suite from "Aller Anfang ist schwer...", voor spreker en kamerorkest

### Werken voor harmonieorkest
- Three games, voor harmonieorkest
- 1972 Prelude and fugue, voor harmonieorkest
- 1973 Maze, voor harmonieorkest
- 1977 Three Canadian Postcards, voor harmonieorkest
- 1978 Partita, voor piano en harmonieorkest 
  1. Sinfonia
  2. Interlude and courante
  3. Chaconne and fantasy
- 1978 Les voix de la terre, voor harp en harmonieorkest
- 1987 Omega: Epilog, voor harmonieorkest (première: 1987 in Amsterdam door het University of Saskatchewan Wind Orchestra onder leiding van Marvin Eckroth)
- 1997 The old country - Symphonic overture, voor harmonieorkest

### Missen, cantates en gewijde muziek
- 1968-1980 Kyrie and gloria, voor vrouwenkoor (SSA)
- 1976 May the time not be distant, O God, voor bariton en piano
- 1998 Two Psalms, voor gemengd koor en orgel (of piano)
- Cantata da camera, voor gemengd koor en piano
- Come, O come sweet mistress death, voor gemengd koor

### Muziektheater

#### Toneelmuziek
- 1998 An Evening With Harmony and Charlie, toneelmuziek gebaseerd op tekst en muziek van Charles Ives - première: Łódź door de componist aan het piano en 3 acteurs

### Werken voor koor
- 1981 Two rounds on texts from the Song of Songs, voor vrouwenkoor

### Vocale muziek
- 1970 Kaddish, voor mezzosopraan en piano
- 1971 Six haiku, voor zangstem en klarinet
- 1971 Two for J.B., voor sopraan en piano
  1. Adagio
  2. Allegretto
  3. in the style of a Ländler
- 1972 Music in one act, voor zangstem en hoorn
- 1976 "Sort of in lieu of a thesis, I guess...", voor mezzosopraan en piano - tekst: J. Bradshaw
  1. Dandelions
  2. "I ask no share of victories..."
  3. "The dissonance (unlike the love) is free..."
- 2001 First Street, voor zangstem en piano

### Kamermuziek
- 1959 Sonatine pastorale, voor hobo en piano
- 1964 Piano quintet, voor 2 violen, altviool, cello en piano
- 1965 Three miniatures, voor viool en cello
- 1966 Dance, voor viool en piano
- 1966 Piano quartet, voor viool, altviool, cello en piano
- 1967 Study, voor viool, trombone en piano
- 1971 Captions, voor spreker, danser, mime, blaaskwintet en slagwerk
- 1977 Blues, voor hoorn en piano
- 1977 Three Canadian postcards, voor blaaskwintet
  1. Bamff - Lake Louise
  2. Bears
  3. Northern lights
- 1981 Sonata, voor tuba en koperkwartet 
  1. Adagio - Allegro con brio - Fuga
  2. Agadio, rubato quasi parlando - Subito tranquillo - Canon I - Canon II - Chorale fantasy - Cadenza -
  3. Maestoso - Canon III - Tranquillo - Largo desolato
  4. Canon IV
- 1983 Four movements, voor fagot en strijktrio (viool, altviool en cello)
- 1983 Saxophone quartet nr. 1, voor saxofoonkwartet
- 1985 Saxophone quartet nr. 2, voor saxofoonkwartet
- 1986 Aller Anfang ist schwer, voor kamerensemble
- 1992 Sonata, voor contrabas en piano
- 1994 Four vignettes of France, voor altviool en twee slagwerkers
  1. Avignon: The old synagogue 1944
  2. The ancient arena of Arles (Les Arenes d'Arles)
  3. Notre Dame de Paris
  4. "Sur le pont..."
- 1996 The lost children of Dunblane, voor spreker, 2 klarinetten, piano en slagwerk
- 2002 Passacaglia and quadruple fugue, voor viool, altviool, cello en piano
- 2002 Rachum: Eulogy for Jack Johnson, voor klarinet en piano
- 2002 Sonata, voor viool en piano
- 2002 Three Soundscapes after Munch, voor viool, altviool en cello
- 2003 La Guerre, in twee delen voor viool, klarinet en piano

### Werken voor orgel
- 1966 Chorale fantasy on "O Haupt voll Blut und Wunden"
- 1990 Passacaglia "Ex nomine alicuius"
- 1995 Piobaireachd (Pibroch): "Ishmael, my brother" (ter nagedachtenis aan Yitzhak Rabin)
- Three liturgical pieces

### Werken voor piano
- 1962 Sonate nr. 1
- 1971 Sonate nr. 2
- 1972 Sonate nr. 3
- 1987 Variations on a southern gospel tune "I will arise and go to Jesus..."
- 1996 Adagio & fantasy
- Vier stukken

### Werken voor gitaar
- 1984 Sonata, voor twee gitaren

## Publicaties
- Toward Pantonality: Multi-Functional Implications in Schoenberg's op. 25, in: Schoenberg Center Journal, 2004.